# صدق الله العظيم (مسلسل)
صدق الله العظيم مسلسل مصري ديني يتناول قصة مسعود بائع الاقمشة الذي يتعرض للعديد من المواقف، ينتهي كل موقف مع نهاية كل حلقة بذكر اية قرآنية كريمة. أُنتج سنة 1998م من تمثيل ماجد العبيد، ومحمود الجندي، وأشرف طلبة، وحنان سليمان ومخلص البحيري. إخراج أحمد توفيق.

## فريق العمل

### المؤلف
- هاني الحلواني - عبدالسلام أمين

### المخرج
- أحمد توفيق

### الممثلين
| - ماجد العبيد - محمود الجندي - عبد الرحمن آل رشي - أشرف طلبة - حنان سليمان - ميار الببلاوي - عهد نعمت - ليلى حمادة | - عثمان محمد علي - محمود سعيد - رشوان سعيد - مخلص البحيري - عفاف رشاد - عبد الرحمن آل رشي - ناهد رشدي | - بكر الشدي - أشرف عبد الغفور - أسمهان توفيق - عبد المحسن النمر - ناجية الربيع - إبراهيم الزدجالي - عبد الله عسيري | - ممدوح الرويلي - مهنا الزهراني - عبد العزيز الشمري - عمر الجاسر - سيد أبو حلاوة (سلام) - وليد اليوسف - مجدي القاضي |